# 奚仲
奚仲（？—？），任姓，薛國始祖。據傳為黃帝後，夏禹臣，为马车的创建者。其造车之地，在今山东薛城境内的奚公山下。
其父亲番禺、儿子吉光都是交通工具发明家。